# UCI World Tour féminin 2022
Cet article concerne la compétition féminine. Pour la compétition masculine, voir UCI World Tour 2022.
Navigation
Édition précédente Édition suivante
L'UCI World Tour féminin 2022 est la 7e édition de l'UCI World Tour féminin, le niveau de course le plus élevé du cyclisme sur route féminin international. 

## Équipes
Les équipes féminines appartiennent à une seule division. Cependant, elles sont classées en fonction de leur niveau, ce qui leur permet d'obtenir des invitations aux courses les plus importantes. Jusqu'en 2020, les 15 meilleures équipes avaient automatiquement le droit de participer à toutes les compétitions du World Tour, mais sans obligation. Depuis, les équipes estampillées "World Team" sont automatiquement invitées à toutes les épreuves du World Tour, mais sont également dans l'obligation d'y participer. Pour cette saison, il s'agit de : 
| UCI Women's WorldTeams (14)- Canyon-SRAM Racing - EF Education-TIBCO-SVB - FDJ Nouvelle Aquitaine Futuroscope - Human Powered Health - Liv Racing Xstra - Movistar Team - Roland Cogeas-Edelweiss Squad - Team BikeExchange-Jayco - Team DSM - Team Jumbo-Visma - SD Worx - Trek-Segafredo - UAE Team ADQ - Uno-X Pro Cycling Team |
| |

## Barème
Le barème des points du classement World Tour pour le classement général est le même pour toutes les épreuves. Pour les courses à étapes, des points supplémentaires sont également accordés pour les victoires d'étapes et le port du maillot de leader du classement général :
| Position                  | 1er | 2e  | 3e  | 4e  | 5e  | 6e  | 7e  | 8e  | 9e | 10e | 11e | 12e | 13e | 14e | 15e | 16e à 20e | 21e à 30e | 31e à 40e |
| Classement général        | 400 | 320 | 260 | 220 | 180 | 140 | 120 | 100 | 80 | 68  | 56  | 48  | 40  | 32  | 28  | 24        | 16        | 8         |
| Par étapes                | 50  | 40  | 30  | 25  | 20  | 18  | 15  | 10  | 8  | 6   |     |     |     |     |     |           |           |           |
| Port du maillot de leader | 8   |     |     |     |     |     |     |     |    |     |     |     |     |     |     |           |           |           |
| Meilleur jeune            | 6   | 4   | 2   |     |     |     |     |     |    |     |     |     |     |     |     |           |           |           |

## Courses
| UCI Women's World Tour | UCI Women's World Tour | UCI Women's World Tour | UCI Women's World Tour                                   | UCI Women's World Tour | UCI Women's World Tour | UCI Women's World Tour      | UCI Women's World Tour       | UCI Women's World Tour |
| Date                   | n°                     | Pays                   | Course                                                   | Vainqueur              | Deuxième               | Troisième                   | Leader du classement général |                        |
| ---------------------- | ---------------------- | ---------------------- | -------------------------------------------------------- | ---------------------- | ---------------------- | --------------------------- | ---------------------------- | ---------------------- |
| 5 mars                 | 1                      | Italie                 | Strade Bianche                                           | Lotte Kopecky          | Annemiek van Vleuten   | Ashleigh Moolman            | Lotte Kopecky                |                        |
| 12 mars                | 2                      | Pays-Bas               | Tour de Drenthe                                          | Lorena Wiebes          | Elisa Balsamo          | Lotte Kopecky               | Lotte Kopecky                |                        |
| 20 mars                | 3                      | Italie                 | Trofeo Alfredo Binda-Comune di Cittiglio                 | Elisa Balsamo          | Sofia Bertizzolo       | Soraya Paladin              | Elisa Balsamo                |                        |
| 24 mars                | 4                      | Belgique               | Classic Bruges-La Panne                                  | Elisa Balsamo          | Lorena Wiebes          | Marta Bastianelli           | Elisa Balsamo                |                        |
| 27 mars                | 5                      | Belgique               | Gand-Wevelgem                                            | Elisa Balsamo          | Marianne Vos           | Maria Giulia Confalonieri   | Elisa Balsamo                |                        |
| 3 avr.                 | 6                      | Belgique               | Tour des Flandres                                        | Lotte Kopecky          | Annemiek van Vleuten   | Chantal van den Broek-Blaak | Elisa Balsamo                |                        |
| 10 avr.                | 7                      | Pays-Bas               | Amstel Gold Race                                         | Marta Cavalli          | Demi Vollering         | Liane Lippert               | Elisa Balsamo                |                        |
| 16 avr.                | 8                      | France                 | Paris-Roubaix                                            | Elisa Longo Borghini   | Lotte Kopecky          | Lucinda Brand               | Lotte Kopecky                |                        |
| 20 avr.                | 9                      | Belgique               | Flèche wallonne                                          | Marta Cavalli          | Annemiek van Vleuten   | Demi Vollering              | Lotte Kopecky                |                        |
| 24 avr.                | 10                     | Belgique               | Liège-Bastogne-Liège                                     | Annemiek van Vleuten   | Grace Brown            | Demi Vollering              | Lotte Kopecky                |                        |
| 13 – 15 mai            | 11                     | Espagne                | Tour du Pays basque                                      | Demi Vollering         | Pauliena Rooijakkers   | Kristen Faulkner            | Lotte Kopecky                |                        |
| 19 – 22 mai            | 12                     | Espagne                | Tour de Burgos                                           | Juliette Labous        | Évita Muzic            | Demi Vollering              | Demi Vollering               |                        |
| 27 – 29 mai            | 13                     | Royaume-Uni            | RideLondon-Classique                                     | Lorena Wiebes          | Elisa Balsamo          | Emma Norsgaard              | Lotte Kopecky                |                        |
| 6 – 11 juin            | 14                     | Royaume-Uni            | Tour de Grande-Bretagne féminin                          | Elisa Longo Borghini   | Grace Brown            | Katarzyna Niewiadoma        | Lotte Kopecky                |                        |
| 30 juin – 10 juill.    | 15                     | Italie                 | Tour d'Italie                                            | Annemiek van Vleuten   | Marta Cavalli          | Mavi García                 | Elisa Balsamo                |                        |
| 24 – 31 juill.         | 16                     | France                 | Tour de France Femmes                                    | Annemiek van Vleuten   | Demi Vollering         | Katarzyna Niewiadoma        | Annemiek van Vleuten         |                        |
| 6 août                 | 17                     | Suède                  | Contre-la-montre par équipes de l'Open de Suède Vårgårda | Trek-Segafredo         | SD Worx                | Team DSM                    | Annemiek van Vleuten         |                        |
| 7 août                 | 18                     | Suède                  | Course en ligne de l'Open de Suède Vårgårda              | Audrey Cordon-Ragot    | Pfeiffer Georgi        | Valerie Demey               | Annemiek van Vleuten         |                        |
| 9 – 14 août            | 25                     | Norvège                | Tour de Scandinavie                                      | Cecilie Uttrup Ludwig  | Liane Lippert          | Alexandra Manly             | Annemiek van Vleuten         |                        |
| 27 août                | 19                     | France                 | Grand Prix de Plouay                                     | Mavi García            | Amber Kraak            | Grace Brown                 | Annemiek van Vleuten         |                        |
| 30 août – 4 sept.      | 20                     | Pays-Bas               | Simac Ladies Tour                                        | Lorena Wiebes          | Audrey Cordon-Ragot    | Karlijn Swinkels            | Annemiek van Vleuten         |                        |
| 7 – 11 sept.           | 21                     | Espagne                | Ceratizit Challenge by La Vuelta                         | Annemiek van Vleuten   | Elisa Longo Borghini   | Demi Vollering              | Annemiek van Vleuten         |                        |
| 7 – 9 oct.             | 22                     | Suisse                 | Tour de Romandie                                         | Ashleigh Moolman       | Annemiek van Vleuten   | Elisa Longo Borghini        | Annemiek van Vleuten         |                        |
| 13 – 15 oct.           | 23                     | Chine                  | Tour de l'île de Chongming                               | annulé/abandonné       |                        |                             |                              |                        |
| 18 oct.                | 24                     | Chine                  | Tour du Guangxi                                          | annulé/abandonné       |                        |                             |                              |                        |

## Classements

### Classement individuel

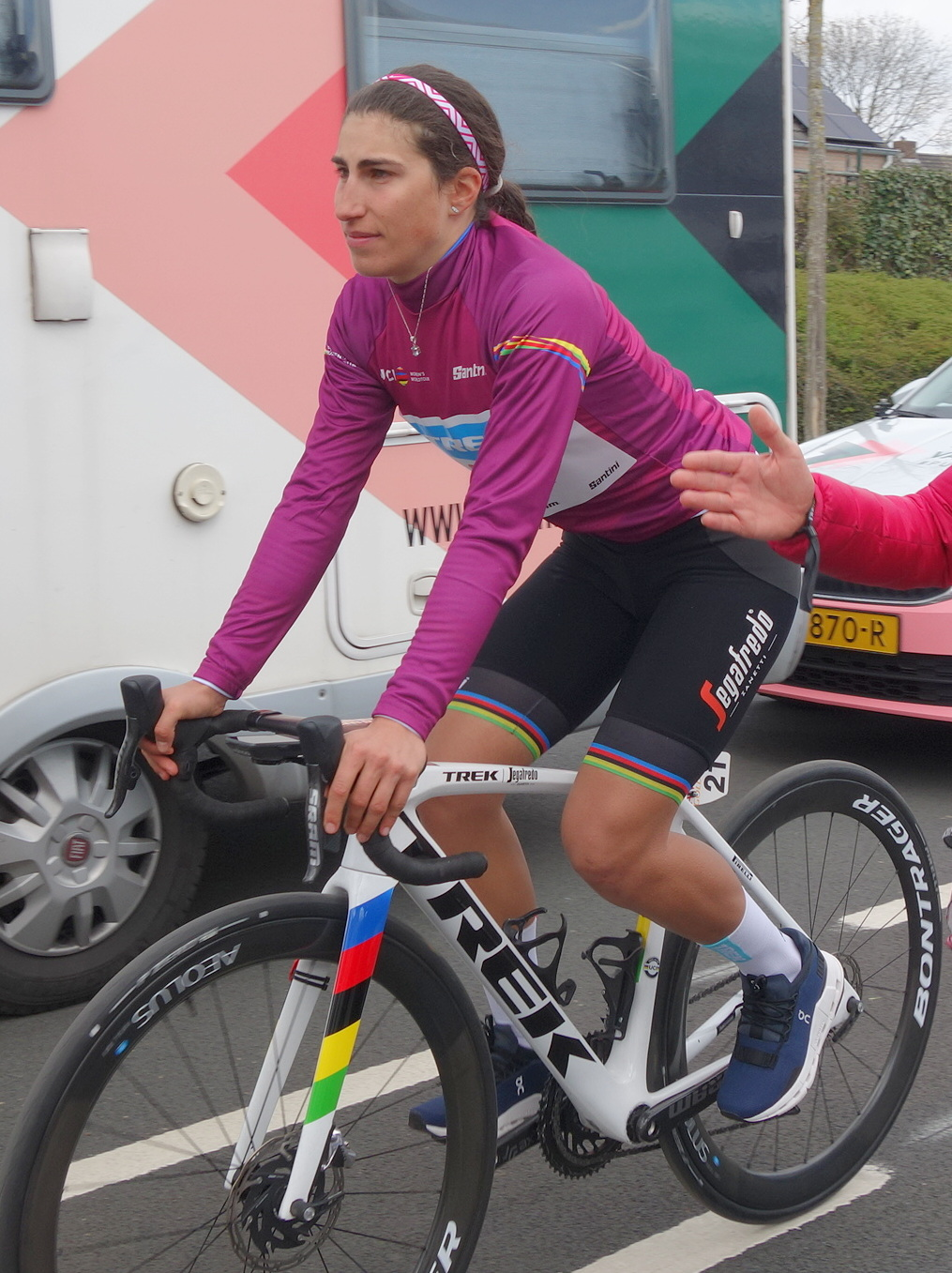
Elisa Balsamo

Ci-dessous, le classement final individuel de l'UCI World Tour.
| Classement par points | Classement par points | Classement par points | Classement par points              | Classement par points |
| Coureuse              | Coureuse              | Pays                  | Équipe                             | Points                |
| --------------------- | --------------------- | --------------------- | ---------------------------------- | --------------------- |
| 1re                   | Annemiek van Vleuten  | Pays-Bas              | Movistar Team                      | 2940.33 pts           |
| 2e                    | Demi Vollering        | Pays-Bas              | SD Worx                            | 2681.17 pts           |
| 3e                    | Lorena Wiebes         | Pays-Bas              | Team DSM                           | 2526 pts              |
| 4e                    | Elisa Longo Borghini  | Italie                | Trek-Segafredo                     | 2364.33 pts           |
| 5e                    | Lotte Kopecky         | Belgique              | SD Worx                            | 2285.17 pts           |
| 6e                    | Elisa Balsamo         | Italie                | Trek-Segafredo                     | 2256.33 pts           |
| 7e                    | Liane Lippert         | Allemagne             | Team DSM                           | 1751 pts              |
| 8e                    | Ashleigh Moolman      | Afrique du Sud        | SD Worx                            | 1639 pts              |
| 9e                    | Cecilie Uttrup Ludwig | Danemark              | FDJ-Nouvelle Aquitaine-Futuroscope | 1576 pts              |
| 10e                   | Katarzyna Niewiadoma  | Pologne               | Canyon-SRAM Racing                 | 1550.5 pts            |

### Classement des jeunes

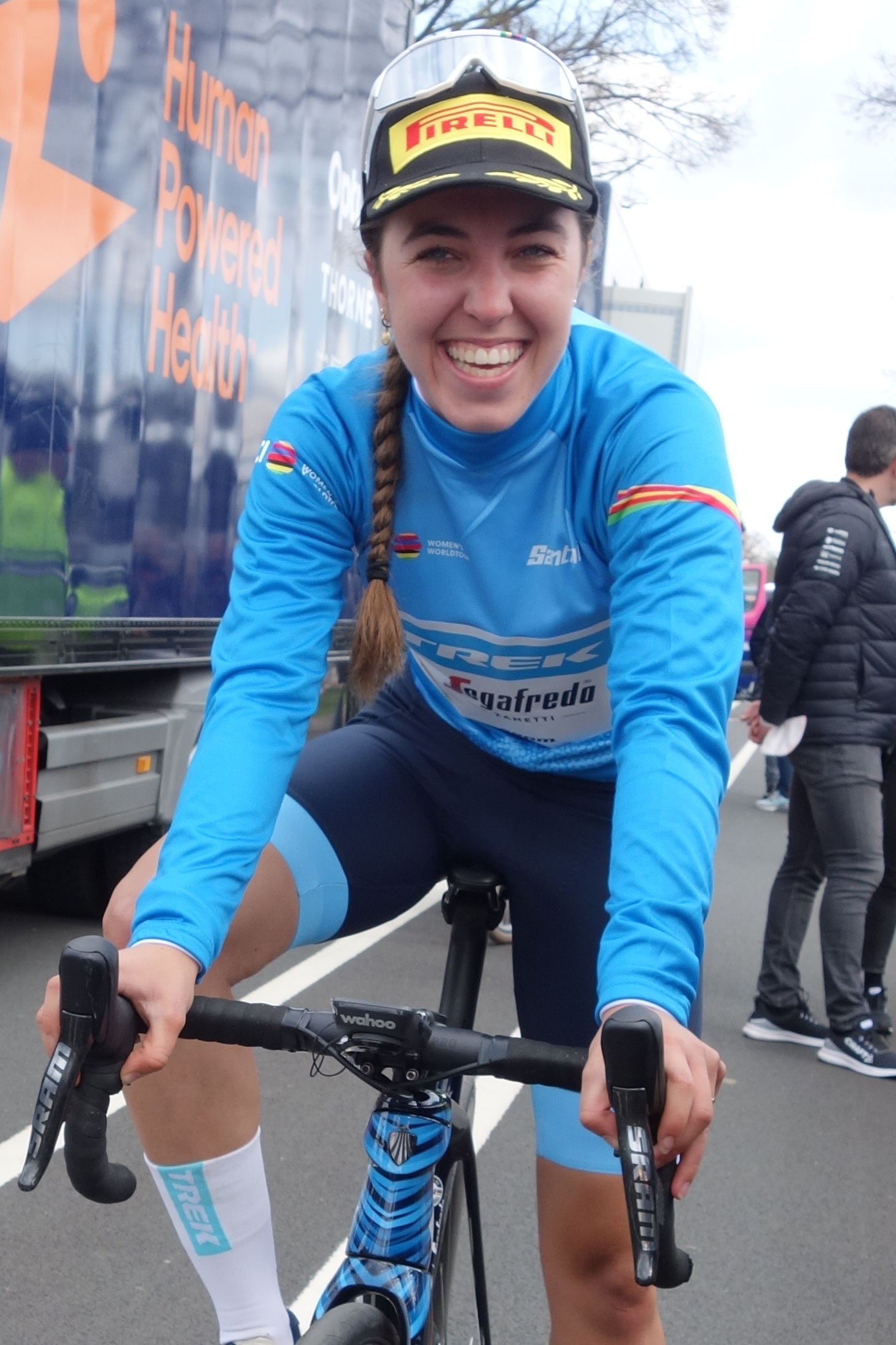
Shirin van Anrooij

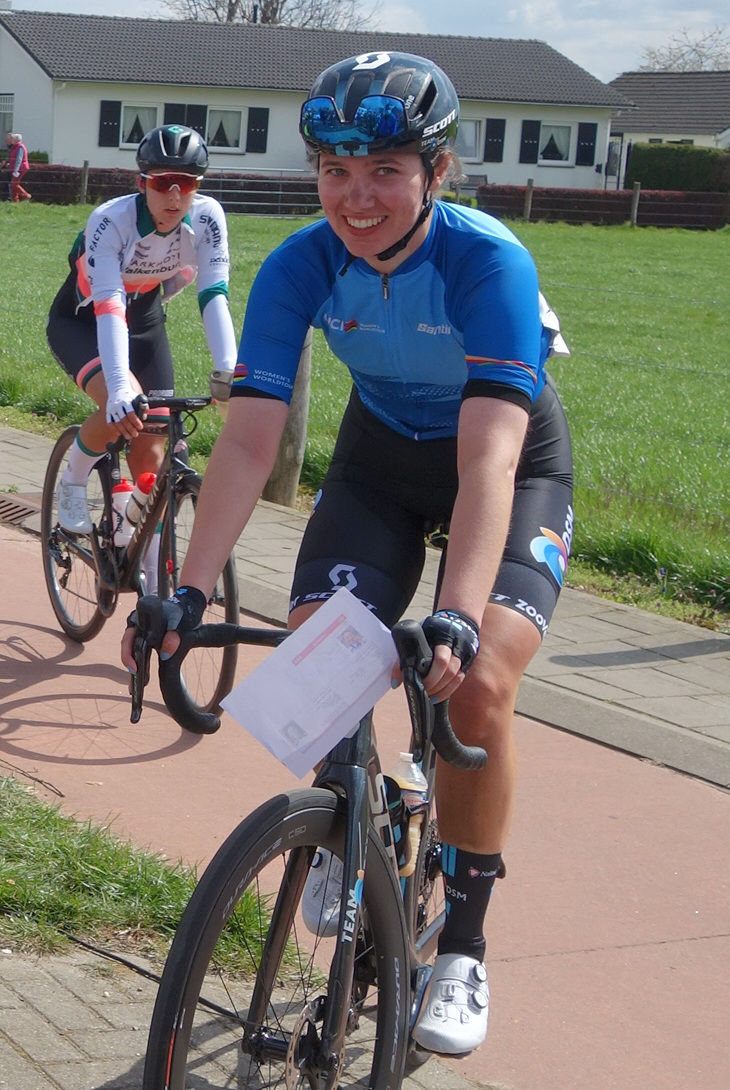
Pfeiffer Georgi

Ci-dessous, le classement final de la meilleure jeune de l'UCI World Tour. 
| Classement du meilleur jeune | Classement du meilleur jeune | Classement du meilleur jeune | Classement du meilleur jeune | Classement du meilleur jeune |
| Coureuse                     | Coureuse                     | Pays                         | Équipe                       | Points                       |
| ---------------------------- | ---------------------------- | ---------------------------- | ---------------------------- | ---------------------------- |
| 1re                          | Shirin van Anrooij           | Pays-Bas                     | Trek-Segafredo               | 50 pts                       |
| 2e                           | Pfeiffer Georgi              | Royaume-Uni                  | Team DSM                     | 28 pts                       |
| 3e                           | Niamh Fisher-Black           | Nouvelle-Zélande             | SD Worx                      | 28 pts                       |
| 4e                           | Anna Shackley                | Royaume-Uni                  | SD Worx                      | 20 pts                       |
| 5e                           | Mischa Bredewold             | Pays-Bas                     | Parkhotel Valkenburg         | 18 pts                       |
| 6e                           | Julia Borgström              | Suède                        | AG Insurance NXTG            | 18 pts                       |
| 7e                           | Shari Bossuyt                | Belgique                     | Canyon-SRAM Racing           | 14 pts                       |
| 8e                           | Blanka Vas                   | Hongrie                      | SD Worx                      | 12 pts                       |
| 9e                           | Femke Gerritse               | Pays-Bas                     | Parkhotel Valkenburg         | 10 pts                       |
| 10e                          | Julie De Wilde               | Belgique                     | Plantur-Pura                 | 8 pts                        |

### Classement par équipes
Ci-dessous, le classement final par équipes de l'UCI World Tour. 
| Classement par équipes aux points | Classement par équipes aux points  | Classement par équipes aux points | Classement par équipes aux points |
| Équipe                            | Équipe                             | Pays                              | Points                            |
| --------------------------------- | ---------------------------------- | --------------------------------- | --------------------------------- |
| 1re                               | SD Worx                            | Pays-Bas                          | 9443.02 pts                       |
| 2e                                | Trek-Segafredo                     | États-Unis                        | 7388.98 pts                       |
| 3e                                | Team DSM                           | Pays-Bas                          | 7271 pts                          |
| 4e                                | FDJ Nouvelle Aquitaine Futuroscope | France                            | 6554 pts                          |
| 5e                                | Canyon-SRAM Racing                 | Allemagne                         | 5352 pts                          |
| 6e                                | Movistar Team                      | Espagne                           | 5257.96 pts                       |
| 7e                                | Team Jumbo-Visma                   | Pays-Bas                          | 3749.04 pts                       |
| 8e                                | UAE Team ADQ                       | Émirats arabes unis               | 3208 pts                          |
| 9e                                | Team BikeExchange-Jayco            | Australie                         | 3074.02 pts                       |
| 10e                               | Valcar-Travel & Service            | Italie                            | 2564 pts                          |